# کین فردیناند
کین فردیناند (انگلیسی: Kane Ferdinand؛ زادهٔ ۷ اکتبر ۱۹۹۲) بازیکن فوتبال اهل بریتانیا است.
از باشگاه‌هایی که در آن بازی کرده‌است می‌توان به باشگاه فوتبال پیتربورو یونایتد، باشگاه فوتبال لوتون تاون، باشگاه فوتبال ساوتند یونایتد، باشگاه فوتبال چلتنهام تاون، باشگاه فوتبال داگنم و ردبریج، و باشگاه فوتبال نورث‌همپتون تاون اشاره کرد.
وی همچنین در تیم‌های ملی فوتبال Republic of Ireland national under-18 football team, Republic of Ireland national under-19 football team، و زیر ۲۱ سال جمهوری ایرلند بازی کرده‌است.